# Оксеншерна, Бенгт Йонссон
Бенгт Йонссон Оксеншерна (швед. Bengt Jönsson (Oxenstierna); 1390-е — около 1450) — шведский политический деятель и регент Швеции совместно со своим братом Нильсом Йонссоном с января по июнь 1448 года во время Кальмарской унии. Член Малой секретной депутации с 1435 года, лорд-судья Уппланда с 1439 года. Посвящён в рыцари королём Кристофером III Баварским после его коронации в 1441 году и назначен мастером Королевского двора в том же году.
Сын Йонса Бенгтссона из рода Оксеншерна и Марты Финвидсдоттер.
В 1416 году женился на Кристине Кристернсдоттер, дочери Кристерна Нильссона Васы и вдовы Карла Стенссона Блада. У них было четыре сына:
- Йонс Бенгтссон, архиепископ Уппсалы и регент Швеции
- Кристерн Бенгтссон
- Арвид Бенгтссон
- Давид Бенгтссон

Кристина Кристернсдоттер умерла в начале 1430-х годов и в 1437 году Бенгт Йонссон повторно женился на Марте Лидекадоттер Страндорп. Брак был бездетным